# Everspeed
Everspeed es un holding francés de empresas relacionadas con los deportes de motor. La empresa fue fundada por Jacques Nicolet como JN Holding y en 2016 pasó a llamarse Everspeed.

## Historia
Jacques Nicolet se hizo cargo de Saulnier Racing en enero de 2007. Más tarde fundó JN Holding el 14 de diciembre de 2007. Saulnier Racing pasó a llamarse OAK Racing a principios de 2009. Al siguiente año, Nicolet y su socio Joël Rivière compraron los activos de Pescarolo Sport por 400.000 euros. Hasta 2013, Pescarolo Sport siguió compitiendo en varias series de carreras de resistencia bajo su propio nombre. Los activos también se utilizaron para crear en el año 2012 Onroak Automotive.
En 2016, el grupo compró al fabricante de motores Sodemo en dificultades. Sodemo era propiedad de varios accionistas. El fundador de la empresa, Guillaume Maillard, era un accionista minoritario, mientras que la firma de capital privado Finext, con sede en Luxemburgo, era el accionista mayoritario.

## Divisiones
- Automovilismo

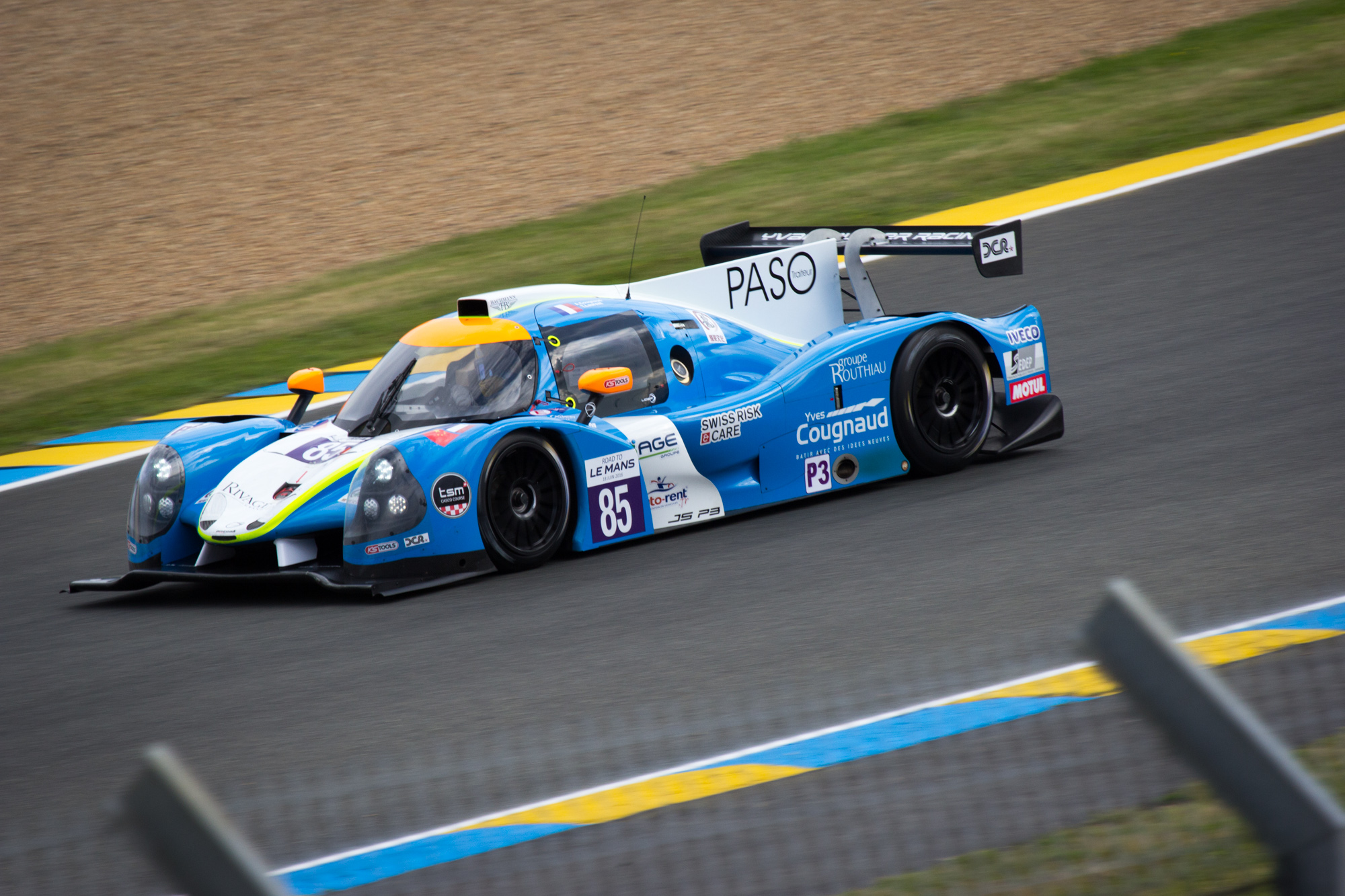
Uno de los coches Ligier JS P3 construidos por Onroak Automotive.

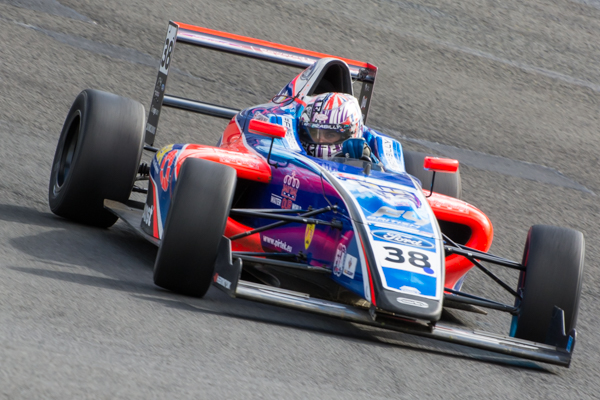
Uno de los coches Mygale M14-F4 construidos por Mygale.

  - Onroak Automotive (constructor LMP3 seleccionado por ACO )
  - Mygale (50% de propiedad, la FIA seleccionó al constructor de Fórmula 4 .
  - Sodemo (desarrollo de motores)
  - AOTech (simuladores de carreras y desarrollo aerodinámico)
  - OAK Racing (equipo de carreras)
  - Marcassus Sport (distribuidor oficial de Lotus Cars, Morgan entre otros)
  - Les Deux Arbres (explotación del Circuit du Val de Vienne )
- Aprendiendo
  - Ecodime (formación de funciones técnicas)
  - Ecodime Italia
- Composición
  - HP Composites (producción de componentes de fibra de carbono )
- Conexión
  - DPPI Images (agencia de prensa de imágenes deportivas)
  - Sportagraph (creación de contenidos deportivos digitales)

## Compras
A lo largo de la existencia de la empresa, Everspeed y sus asociados han incluido varias empresas en sus divisiones. Los más destacados son:

### Pescarolo deporte
Luego de varias temporadas de carreras decepcionantes, los activos de Pescarolo Sport se vendieron en una subasta en 2010. Jacques Nicolet y su socio Joël Rivière, con la ayuda de Hervé Poulain, adquirieron los activos por 400.000 euros. Henri Pescarolo volvió a ser el principal referente del renombrado Pescarolo Team. El equipo continuó hasta 2014 cuando fue liquidado. Mientras tanto, los activos se utilizaron para formar Onroak Automotive.

### Ligier
Onroak Automotive se asoció con Guy Ligier en el año 2013. Onroak continuaría construyendo autos de carrera Le Mans Prototype de la marca Ligier y prototipos del Grupo CN.

### Compuestos Crawford
En el año 2016 Onroak Automotive compró al fabricante estadounidense de automóviles deportivos Crawford Composites. Onroak se hizo cargo de la construcción del chasis Crawford FIA Fórmula 4.

### Ingeniería Tork
En 2017 el constructor francés de coches de carreras Tork Engineering fue comprado por Onroak Automotive. Tork Engineering construyó coches para la serie Mitjet, como también coches de carreras sobre hielo Dacia.